# Raddiella lunata
Raddiella lunata là một loài thực vật có hoa trong họ Hòa thảo. Loài này được Zuloaga & Judz. miêu tả khoa học đầu tiên năm 1991.